# Dorrie Thomson
Dorrie Thomson (23 juli 1947) is een Amerikaans actrice. Zij speelde de rol van luitenant Ruth Colfax in de televisieserie Operation Petticoat.

## Filmografie
- Policewomen (1974)
- Chesty Anderson U.S. Navy (1976)
- Point of Seduction: Body Chemistry III (1994)

## Televisieseries
- Police Story (1973 en 1974), 3 afleveringen
- Marcus Welby, M.D. (1974)
- Banacek (1974)
- Kolchak: The Night Stalker (1975)
- Baretta (1976)
- Operation Petticoat (1977-1978), 23 afleveringen
- Switch (1977)
- The New Adventures of Wonder Woman (1977)
- Columbo (1977)
- The Love Boat (1979)